# Mylothrella longipes
Mylothrella longipes är en insektsart som först beskrevs av Brunner von Wattenwyl 1895.  Mylothrella longipes ingår i släktet Mylothrella och familjen vårtbitare. Inga underarter finns listade i Catalogue of Life.